# 尼斯城站
尼斯城站，即尼斯站，位於法國東南部城市尼斯，是一座法國國家鐵路的鐵路車站，當地稱為Thiers站。車站開業於1867年，當時位於尼斯郊外，但隨著尼斯市區擴大，現在已位於尼斯市內。尼斯城站是尼斯市区内最大的客运火车站，尼斯輕軌電車1號線经过附近。尼斯城站有定期开往莫斯科、米兰等地的國際列車。

## 站名
尼斯站的官方名称加上"城"的后缀（法語：Ville）是为了区分尼斯市区内的其他火车站。

## 位置
尼斯城站位于法国东南部，尼斯市区的北部。车站大致呈东西走向，开口朝南。

## 站台设置
| 北↑ |             |
| G道 |             |
|     | 岛式        |
| F道 |             |
| E道 |             |
|     | 岛式        |
| D道 |             |
| C道 |             |
|     | 岛式        |
| B道 |             |
| A道 |             |
|     | 侧式 主站房 |
| 南↓ |             |

## 停靠线路
以下列车线路在尼斯城站停靠：
| 尼斯城站列车线路表                      |                 |                         |                     |              |
| 线路                                    | 车种            | 上一站                  | 下一站              | 大致运行频率 |
| 巴黎—尼斯/文蒂米利亚                    | TGV             | 昂蒂布                  | （终点）/摩纳哥     | 每天6趟左右  |
| 南锡/第戎/里昂—尼斯                     | TGV             | 昂蒂布                  | （终点）            | 每天1-2趟    |
| 马赛/尼斯—米兰                          | Thello          | 昂蒂布/（起点）         | 摩纳哥              | 每天3趟左右  |
| 尼斯—莫斯科                             | Riviera Express | （起点）                | 摩纳哥              | 每周1趟      |
| 马赛—尼斯/文蒂米利亚                    | TER             | 昂蒂布                  | （终点）/摩纳哥     | 每天8趟左右  |
| 莱阿克/圣拉斐尔—尼斯                    | TER             | 尼斯圣奥古斯汀          | （终点）            | 每天9趟左右  |
| 芒德留/格拉斯/戛纳—尼斯—芒通/文蒂米利亚 | TER             | 尼斯圣奥古斯汀/（起点） | （终点）/尼斯里济耶 | 每天29趟左右 |
| 尼斯—布雷伊/滕德                        | TER             | （起点）                | 尼斯米歇尔桥        | 每天12趟左右 |
| 1.                                      |                 |                         |                     |              |

## 配套交通

### 长途客车
| 停靠尼斯城站的大巴车 |                               | |
| 上下车地点           | 运营单位                      | 主要线路及目的地 |
| 尼斯城站门口         | 尼斯城市公共交通 LIGNE D'AZUR | .730. 科洛马尔 · 瓦尔的圣马丁 · 瓦尔河畔拉罗凯特 · 于泰勒 · 朗托斯克 · 罗克比列尔 · 圣马丁韦叙比 .740. 科洛马尔 · 瓦尔的圣马丁 · 瓦尔河畔拉罗凯特 · 于泰勒 · 克朗斯 · 玛丽 · 兰普拉 · 提内河畔圣索沃尔 · 伊索拉 · 圣艾蒂安德提内 · 圣达勒马勒塞勒瓦日 .750. 科洛马尔 · 瓦尔的圣马丁 · 瓦尔河畔拉罗凯特 · 于泰勒 · 克朗斯 · 玛丽 · 兰普拉 · 提内河畔圣索沃尔 · 伊索拉 · 圣艾蒂安德提内 |
| 尼斯城站门口         | 滨海阿尔卑斯省城际客运 ZOU!   | .770. 科洛马尔 · 瓦尔的圣马丁 · 瓦尔河畔维拉尔 · 瓦尔河畔图埃 · 伯伊 · 纪尧姆 |
| 尼斯城站门口         | SNCF Car TER                  | （当某条铁路线施工或罢工时，SNCF可能也会提供途径该线路沿途站点的大巴车） |
| 1. 2.                |                               | |

因尼斯城站门口附近街道较为狭窄，途径尼斯的长途客运线路一般停靠于尼斯汽车站或尼斯机场附近。

### 城市公共交通
| 尼斯城站附近的市内公共交通线路 |                               | |
| 公交车站名称                   | 位置                          | 停靠线路 |
| 蒂耶尔火车站                   | 尼斯城站东侧 （有轨电车车站） | .1. 亨利·索菲亚（Henri Sappia） ↔ 巴斯德医院（Hôpital Pasteur） |
| 蒂耶尔火车站                   | 尼斯城站西侧 （公交车站）     | .4. 拉普拉纳（Las Planas） ↔ 巴斯德医院（Hôpital Pasteur） .12. 蒂耶尔火车站（Gare Thiers） → 维托讷（Vittone）（仅上客） .17. 急诊中心（CPAM） ↔ 西米耶医院（Hôpital Cimiez） .64. 蒂耶尔火车站（Gare Thiers） ↔ 圣潘克拉斯（Saint-Pancrace） .71. 蒂耶尔火车站（Gare Thiers） ↔ 壁带美景（Corniche Bellevue） .75. 蒂耶尔火车站（Gare Thiers） ↔ 巷道（Hameaux de la Costière） .99. 蒂耶尔火车站（Gare Thiers） → 机场（Aéroport T1）（仅上客） |
| 蒂耶尔火车站-医院              | 尼斯城站东侧 （公交车站）     | .4. 拉普拉纳（Las Planas） ↔ 巴斯德医院（Hôpital Pasteur） .17. 急诊中心（CPAM） ↔ 西米耶医院（Hôpital Cimiez） |
| 蒂耶尔火车站-邮局              | 尼斯城站西侧 （公交车站）     | .12. 维托讷（Vittone） → 蒂耶尔火车站（Gare Thiers）（仅下客） .99. 机场（） → 蒂耶尔火车站（Gare Thiers）（仅下客） |
| 1.                             |                               | |

### 社会车辆
尼斯城站门口设有社会车辆停车场。

## 临近车站
| 尼斯城站（Gare de Nice-Ville） |                          |                        |
| 上行车站                       | 线路                     | 下行车站               |
| 尼斯圣奥古斯汀站 5,4km ←       | 马赛－文蒂米利亚铁路     | 尼斯里基耶站 → 2,5km   |
| （起点）                       | 尼斯－罗亚河畔布雷伊铁路 | 尼斯米歇尔桥站 → 3,2km |
| - 本表仅显示运营中的线路及车站 |                          |                        |

## 外部連結
- Structurae数据库中Nice Railway Station的数据

- Typologie des gares （页面存档备份，存于）
- TER | SNCF （页面存档备份，存于）